# Cicindela waynei
Cicindela waynei este o specie de insecte coleoptere descrisă de Leffler în anul 2001. Cicindela waynei face parte din genul Cicindela, familia Carabidae. Această specie nu are alte subspecii cunoscute.